# Diaspis portulacariae
Diaspis portulacariae är en insektsart som beskrevs av Williams 1955. Diaspis portulacariae ingår i släktet Diaspis och familjen pansarsköldlöss. Inga underarter finns listade i Catalogue of Life.